# Otoba latialata
Otoba latialata là một loài thực vật có hoa trong họ Myristicaceae. Loài này được (Pittier) A.H. Gentry mô tả khoa học đầu tiên năm 1979.